# Diecezja Le Havre
Diecezja Le Havre – diecezja Kościoła rzymskokatolickiego w północnej Francji, w metropolii Rouen. Powstała w 1974 roku, w wyniku wyłączenia części terytorium z archidiecezji Rouen.